# Gare de Nemichaïeve
La gare de Nemichaïeve (en ukrainien : Немішаєве (станція), est l'une des gares ferroviaires de la ligne Kovel - Kiev en Ukraine.

## Histoire
Elle fut ouverte en 1902. La ligne fut électrifiée lors an même temps que la partie Vorzel-Klavdievo.

## Service des voyageurs

### Accueil
Le bâtiment actuel date de 2009.